# Минино (Бежаницкая волость)
Минино — деревня на юго-востоке Бежаницкого района Псковской области. Входит в состав сельского поселения Бежаницкая волость.
Расположена в 8 км к югу от райцентра Бежаницы, в 3 км севернее деревни Аполье.
Численность населения деревни составляет 27 жителей (2000 год).
До 2005 года входила в состав ныне упразднённой Аполинской волости.